# Аква деи Ранчи (Изернија)
Аква деи Ранчи (итал. Acqua dei Ranci) је насеље у Италији у округу Изернија, региону Молизе.
Према процени из 2011. у насељу је живело 10 становника. Насеље се налази на надморској висини од 787 м.